# National Hockey League 1996-1997
La stagione 1996-1997 è stata la 80ª edizione della National Hockey League. La stagione regolare iniziò il 4 ottobre 1996 per poi concludersi il 13 aprile 1997, mentre i playoff della Stanley Cup terminarono il 26 maggio 1997. I San Jose Sharks ospitarono l'NHL All-Star Game presso la San Jose Arena il 18 gennaio 1997. La finale di Stanley Cup finì il 16 giugno con la vittoria dei Detroit Red Wings contro i Philadelphia Flyers per 4-0. Per i Red Wings fu l'ottavo successo nella Stanley Cup, il primo dopo un digiuno durato 42 anni.
Per la prima volta dopo 30 anni, inclusa quindi tutta la storia della NHL dopo l'era delle Original Six, i Boston Bruins conclusero la stagione regolare con un record negativo, fallendo pertanto la qualificazione ai playoff e interrompendo una striscia consecutiva mai eguagliata nella storia degli sport americani di 29 stagioni concluse sempre con i playoff. Questa fu la prima stagione di attività per i Phoenix Coyotes, con sede in precedenza a Winnipeg in Manitoba, dove erano noti con il nome di Winnipeg Jets; essi conservarono il proprio posto nella Central Division. Il 25 marzo 1997 gli Hartford Whalers annunciarono l'imminente trasferimento della squadra dal Connecticut al termine della stagione 1996-97 season. Dall'anno successivo sarebbero stati noti come Carolina Hurricanes.

## Squadre partecipanti
- Boston Bruins
- Buffalo Sabres
- Calgary Flames
- Chicago Blackhawks
- Colorado Avalanche
- Dallas Stars
- Detroit Red Wings
- Edmonton Oilers
- Florida Panthers
- Hartford Whalers
- Los Angeles Kings
- Mighty Ducks Anaheim
- Montreal Canadiens

- New Jersey Devils
- New York Islanders
- New York Rangers
- Ottawa Senators
- Philadelphia Flyers
- Phoenix Coyotes
- Pittsburgh Penguins
- San Jose Sharks
- St. Louis Blues
- Tampa Bay Lightning
- Toronto Maple Leafs
- Vancouver Canucks
- Washington Capitals

## Pre-season

### NHL Entry Draft
L'Entry Draft si tenne il 22 giugno 1996 presso il Kiel Center di St. Louis, in Missouri. Gli Ottawa Senators nominarono come prima scelta assoluta il difensore canadese Chris Phillips. Altri giocatori rilevanti selezionati per giocare in NHL furono Ruslan Salej, Dainius Zubrus, Boyd Devereaux e Zdeno Chára.

### World Cup of Hockey
La World Cup of Hockey 1996 fu la prima edizione della World Cup of Hockey, torneo per nazionali organizzato dalla NHL per sostituire la vecchia Canada Cup. L'edizione si svolse fra il 26 agosto ed il 14 settembre 1996; per l'occasione furono invitate 8 nazionali americane ed europee, mentre le partite si svolsero in 9 diverse città americane ed europee. In questa edizione si impose la nazionale degli Stati Uniti che batterono in finale il Canada.

## Stagione regolare

### Classifiche
= Qualificata per i playoff,       = Primo posto nella Conference,       = Vincitore del Presidents' Trophy, ( ) = Posizione nella Conference

#### Eastern Conference
Northeast Division
|    |                         | PG | V  | S  | N  | GF  | GS  | PT |
| -- | ----------------------- | -- | -- | -- | -- | --- | --- | -- |
| 1. | Buffalo Sabres (2)      | 82 | 40 | 30 | 12 | 237 | 208 | 92 |
| 2. | Pittsburgh Penguins (6) | 82 | 38 | 36 | 8  | 285 | 280 | 84 |
| 3. | Ottawa Senators (7)     | 82 | 31 | 36 | 15 | 226 | 234 | 77 |
| 4. | Montreal Canadiens (8)  | 82 | 31 | 36 | 15 | 249 | 276 | 77 |
| 5. | Hartford Whalers (10)   | 82 | 32 | 39 | 11 | 226 | 256 | 75 |
| 6. | Boston Bruins (13)      | 82 | 26 | 47 | 9  | 234 | 300 | 61 |

Atlantic Division
|    |                         | PG | V  | S  | N  | GF  | GS  | PT  |
| -- | ----------------------- | -- | -- | -- | -- | --- | --- | --- |
| 1. | New Jersey Devils (1)   | 82 | 45 | 23 | 14 | 231 | 182 | 104 |
| 2. | Philadelphia Flyers (3) | 82 | 45 | 24 | 13 | 274 | 217 | 103 |
| 3. | Florida Panthers (4)    | 82 | 35 | 28 | 19 | 221 | 201 | 89  |
| 4. | New York Rangers (5)    | 82 | 38 | 34 | 10 | 258 | 231 | 86  |
| 5. | Washington Capitals (9) | 82 | 33 | 40 | 9  | 214 | 231 | 75  |
| 6. | Florida Panthers (11)   | 82 | 32 | 40 | 10 | 217 | 247 | 74  |
| 7. | New York Islanders (12) | 82 | 29 | 41 | 12 | 240 | 250 | 70  |

#### Western Conference
Central Division
|    |                          | PG | V  | S  | N  | GF  | GS  | PT  |
| -- | ------------------------ | -- | -- | -- | -- | --- | --- | --- |
| 1. | Dallas Stars (2)         | 82 | 48 | 26 | 8  | 252 | 198 | 104 |
| 2. | Detroit Red Wings (3)    | 82 | 38 | 26 | 18 | 253 | 197 | 94  |
| 3. | Phoenix Coyotes (5)      | 82 | 38 | 37 | 7  | 240 | 243 | 83  |
| 4. | St. Louis Blues (6)      | 82 | 36 | 35 | 11 | 236 | 239 | 83  |
| 5. | Chicago Blackhawks (8)   | 82 | 34 | 35 | 13 | 223 | 210 | 81  |
| 6. | Toronto Maple Leafs (11) | 82 | 30 | 44 | 8  | 230 | 273 | 68  |

Pacific Division
|    |                          | PG | V  | S  | N  | GF  | GS  | PT  |
| -- | ------------------------ | -- | -- | -- | -- | --- | --- | --- |
| 1. | Colorado Avalanche (1)   | 82 | 49 | 24 | 9  | 277 | 205 | 107 |
| 2. | Mighty Ducks Anaheim (4) | 82 | 36 | 33 | 13 | 243 | 231 | 85  |
| 3. | Edmonton Oilers (7)      | 82 | 36 | 37 | 9  | 252 | 247 | 81  |
| 4. | Vancouver Canucks (9)    | 82 | 35 | 40 | 7  | 257 | 273 | 77  |
| 5. | Calgary Flames (10)      | 82 | 32 | 41 | 9  | 214 | 239 | 73  |
| 6. | Los Angeles Kings (12)   | 82 | 28 | 43 | 11 | 214 | 268 | 67  |
| 7. | San Jose Sharks (13)     | 82 | 27 | 47 | 8  | 211 | 278 | 62  |

### Statistiche

#### Classifica marcatori
La seguente lista elenca i migliori marcatori al termine della stagione regolare.

| Giocatore        | Squadra                            | PG | G  | A  | Pt  | +/- | MP  |
| ---------------- | ---------------------------------- | -- | -- | -- | --- | --- | --- |
| Mario Lemieux    | Pittsburgh Penguins                | 76 | 50 | 72 | 122 | +27 | 67  |
| Teemu Selänne    | Mighty Ducks Anaheim               | 78 | 51 | 58 | 109 | +28 | 34  |
| Paul Kariya      | Mighty Ducks Anaheim               | 69 | 44 | 55 | 99  | +36 | 6   |
| John LeClair     | Philadelphia Flyers                | 82 | 50 | 47 | 97  | +44 | 58  |
| Wayne Gretzky    | New York Rangers                   | 82 | 25 | 72 | 97  | +12 | 28  |
| Jaromír Jágr     | Pittsburgh Penguins                | 63 | 47 | 48 | 95  | +22 | 40  |
| Mats Sundin      | Toronto Maple Leafs                | 82 | 41 | 53 | 94  | +6  | 59  |
| Žigmund Pálffy   | New York Islanders                 | 80 | 48 | 42 | 90  | +21 | 43  |
| Ron Francis      | Pittsburgh Penguins                | 81 | 27 | 63 | 90  | +7  | 20  |
| Brendan Shanahan | Hartford Whalers Detroit Red Wings | 81 | 47 | 41 | 88  | +32 | 131 |

#### Classifica portieri
La seguente lista elenca i migliori portieri al termine della stagione regolare.

| Giocatore          | Squadra             | PG | Min     | V  | S  | P  | GS  | SO | Sv%  | MGS  |
| ------------------ | ------------------- | -- | ------- | -- | -- | -- | --- | -- | ---- | ---- |
| Martin Brodeur     | New Jersey Devils   | 67 | 3838:16 | 37 | 14 | 13 | 120 | 10 | .927 | 1.88 |
| Andy Moog          | Dallas Stars        | 48 | 2738:28 | 28 | 13 | 5  | 98  | 3  | .913 | 2.15 |
| Jeff Hackett       | Chicago Blackhawks  | 41 | 2472:51 | 19 | 18 | 4  | 89  | 2  | .927 | 2.16 |
| Dominik Hašek      | Buffalo Sabres      | 67 | 4036:59 | 37 | 20 | 10 | 153 | 5  | .930 | 2.27 |
| John Vanbiesbrouck | Florida Panthers    | 57 | 3347:05 | 27 | 19 | 10 | 128 | 2  | .919 | 2.29 |
| Chris Osgood       | Detroit Red Wings   | 47 | 2768:48 | 23 | 13 | 9  | 106 | 6  | .910 | 2.30 |
| Patrick Roy        | Colorado Avalanche  | 62 | 3697:48 | 38 | 15 | 7  | 143 | 7  | .923 | 2.32 |
| Mark Fitzpatrick   | Florida Panthers    | 30 | 1679:39 | 8  | 9  | 9  | 66  | 0  | .914 | 2.36 |
| Mike Vernon        | Detroit Red Wings   | 33 | 1952:03 | 13 | 11 | 8  | 79  | 0  | .899 | 2.43 |
| Garth Snow         | Philadelphia Flyers | 35 | 1884:26 | 14 | 8  | 8  | 79  | 2  | .903 | 2.52 |

## Playoff

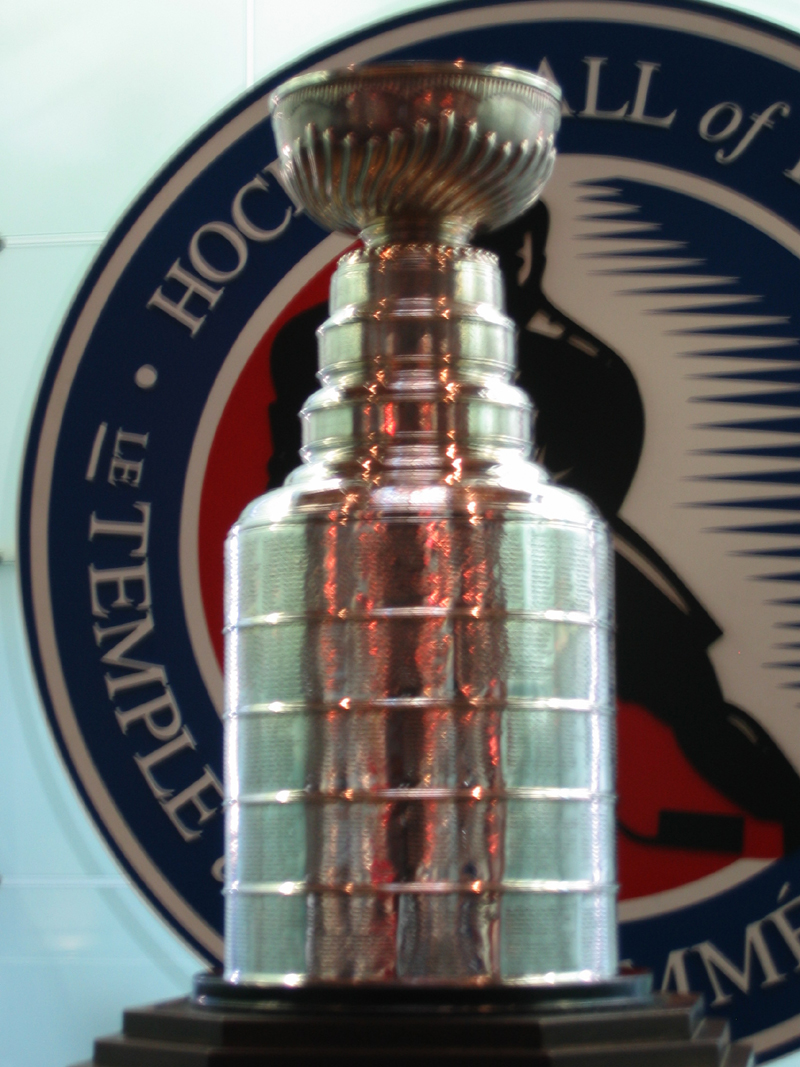
Il trofeo della Stanley Cup

Al termine della stagione regolare le migliori 16 squadre del campionato si sono qualificate per i playoff. I Colorado Avalanche si aggiudicarono il Presidents' Trophy avendo ottenuto il miglior record della lega con 107 punti. I campioni di ciascuna Division conservarono il proprio ranking per l'intera durata dei playoff, mentre le altre squadre furono ricollocate nella graduatoria dopo ciascun turno.

### Tabellone playoff
In ciascun turno la squadra con il ranking più alto si sfidò con quella dal posizionamento più basso, usufruendo anche del vantaggio del fattore campo. Nella finale di Stanley Cup il fattore campo fu determinato dai punti ottenuti in stagione regolare dalle due squadre. Ciascuna serie, al meglio delle sette gare, seguì il formato 2–2–1–1–1: la squadra migliore in stagione regolare avrebbe disputato in casa Gara-1 e 2, (se necessario anche Gara-5 e 7), mentre quella posizionata peggio avrebbe giocato nel proprio palazzetto Gara-3 e 4 (se necessario anche Gara-6).
|  | Quarti di finale Conference | Quarti di finale Conference                      | Quarti di finale Conference |   |                     | Semifinali Conference | Semifinali Conference | Semifinali Conference |                    |                    | Finali Conference   | Finali Conference  | Finali Conference  |  |  | Finale Stanley Cup | Finale Stanley Cup | Finale Stanley Cup |
|  |                             |                                                  |                             |   |                     |                       |                       |                       |                    |                    |                     |                    |                    |  |  |                    |                    |                    |
|  | 1                           | New Jersey Devils                                | 4                           |   |                     | 1                     | New Jersey Devils     | 1                     |                    |                    |                     |                    |                    |  |  |                    |                    |                    |
|  | 8                           | Montreal Canadiens                               | 1                           |   |                     | 5                     | New York Rangers      | 4                     |                    |                    |                     |                    |                    |  |  |                    |                    |                    |
|  |                             |                                                  |                             |   |                     |                       |                       |                       |                    |                    |                     |                    |                    |  |  |                    |                    |                    |
|  | 2                           | Buffalo Sabres                                   | 4                           |   |                     |                       |                       |                       | Eastern Conference | Eastern Conference | Eastern Conference  | Eastern Conference | Eastern Conference |  |  |                    |                    |                    |
|  | 2                           | Buffalo Sabres                                   | 4                           |   |                     |                       |                       |                       | Eastern Conference | Eastern Conference | Eastern Conference  | Eastern Conference | Eastern Conference |  |  |                    |                    |                    |
|  | 7                           | Ottawa Senators                                  | 3                           |   |                     |                       |                       |                       |                    |                    |                     |                    |                    |  |  |                    |                    |                    |
|  | 7                           | Ottawa Senators                                  | 3                           |   |                     |                       |                       |                       |                    | 5                  | New York Rangers    | 1                  |                    |  |  |                    |                    |                    |
|  |                             |                                                  |                             |   |                     |                       |                       |                       |                    | 5                  | New York Rangers    | 1                  |                    |  |  |                    |                    |                    |
|  |                             | 3                                                | Philadelphia Flyers         | 4 |                     |                       |                       |                       |                    |                    |                     |                    |                    |  |  |                    |                    |                    |
|  | 3                           | 3                                                | Philadelphia Flyers         | 4 | Philadelphia Flyers | 4                     |                       |                       |                    |                    |                     |                    |                    |  |  |                    |                    |                    |
|  | 3                           |                                                  |                             |   | Philadelphia Flyers | 4                     |                       |                       |                    |                    |                     |                    |                    |  |  |                    |                    |                    |
|  | 6                           | Pittsburgh Penguins                              | 1                           |   |                     |                       |                       |                       |                    |                    |                     |                    |                    |  |  |                    |                    |                    |
|  | 6                           | Pittsburgh Penguins                              | 1                           |   |                     |                       |                       |                       |                    |                    |                     |                    |                    |  |  |                    |                    |                    |
|  |                             |                                                  |                             |   |                     |                       |                       |                       |                    |                    |                     |                    |                    |  |  |                    |                    |                    |
|  |                             |                                                  |                             |   |                     |                       |                       |                       |                    |                    |                     |                    |                    |  |  |                    |                    |                    |
|  | 4                           | Florida Panthers                                 | 1                           |   | 2                   | Buffalo Sabres        | 1                     |                       |                    |                    |                     |                    |                    |  |  |                    |                    |                    |
|  | 4                           | Florida Panthers                                 | 1                           |   | 2                   | Buffalo Sabres        | 1                     |                       |                    |                    |                     |                    |                    |  |  |                    |                    |                    |
|  | 5                           | New York Rangers                                 | 4                           |   |                     | 3                     | Philadelphia Flyers   | 4                     |                    |                    |                     |                    |                    |  |  |                    |                    |                    |
|  | 5                           | New York Rangers                                 | 4                           |   |                     |                       |                       |                       |                    | E3                 | Philadelphia Flyers | 0                  |                    |  |  |                    |                    |                    |
|  |                             | (Accoppiamenti ristabiliti dopo il primo turno.) |                             |   |                     |                       |                       |                       |                    | E3                 | Philadelphia Flyers | 0                  |                    |  |  |                    |                    |                    |
|  |                             | W3                                               | Detroit Red Wings           | 4 |                     |                       |                       |                       |                    |                    |                     |                    |                    |  |  |                    |                    |                    |
|  | 1                           | W3                                               | Detroit Red Wings           | 4 | Colorado Avalanche  | 4                     |                       |                       | 1                  | Colorado Avalanche | 4                   |                    |                    |  |  |                    |                    |                    |
|  | 1                           |                                                  |                             |   | Colorado Avalanche  | 4                     |                       |                       | 1                  | Colorado Avalanche | 4                   |                    |                    |  |  |                    |                    |                    |
|  | 8                           | Chicago Blackhawks                               | 2                           |   |                     | 7                     | Edmonton Oilers       | 1                     |                    |                    |                     |                    |                    |  |  |                    |                    |                    |
|  | 8                           | Chicago Blackhawks                               | 2                           |   |                     | 7                     | Edmonton Oilers       | 1                     |                    |                    |                     |                    |                    |  |  |                    |                    |                    |
|  |                             |                                                  |                             |   |                     |                       |                       |                       |                    |                    |                     |                    |                    |  |  |                    |                    |                    |
|  | 2                           | Dallas Stars                                     | 3                           |   |                     |                       |                       |                       |                    |                    |                     |                    |                    |  |  |                    |                    |                    |
|  | 2                           | Dallas Stars                                     | 3                           |   |                     |                       |                       |                       |                    |                    |                     |                    |                    |  |  |                    |                    |                    |
|  | 7                           | Edmonton Oilers                                  | 4                           |   |                     |                       |                       |                       |                    |                    |                     |                    |                    |  |  |                    |                    |                    |
|  | 7                           | Edmonton Oilers                                  | 4                           |   |                     |                       |                       |                       | 1                  | Colorado Avalanche | 2                   |                    |                    |  |  |                    |                    |                    |
|  |                             |                                                  |                             |   |                     |                       |                       |                       | 1                  | Colorado Avalanche | 2                   |                    |                    |  |  |                    |                    |                    |
|  |                             | 3                                                | Detroit Red Wings           | 4 |                     |                       |                       |                       |                    |                    |                     |                    |                    |  |  |                    |                    |                    |
|  | 3                           | 3                                                | Detroit Red Wings           | 4 | Detroit Red Wings   | 4                     |                       |                       |                    |                    |                     |                    |                    |  |  |                    |                    |                    |
|  | 3                           |                                                  |                             |   | Detroit Red Wings   | 4                     |                       |                       |                    |                    |                     |                    |                    |  |  |                    |                    |                    |
|  | 6                           | St. Louis Blues                                  | 2                           |   |                     |                       |                       |                       |                    |                    | Western Conference  | Western Conference | Western Conference |  |  |                    |                    |                    |
|  | 6                           | St. Louis Blues                                  | 2                           |   |                     |                       |                       |                       |                    |                    | Western Conference  | Western Conference | Western Conference |  |  |                    |                    |                    |
|  |                             |                                                  |                             |   |                     |                       |                       |                       |                    |                    |                     |                    |                    |  |  |                    |                    |                    |
|  | 4                           | Mighty Ducks Anaheim                             | 4                           |   | 3                   | Detroit Red Wings     | 4                     |                       |                    |                    |                     |                    |                    |  |  |                    |                    |                    |
|  | 4                           | Mighty Ducks Anaheim                             | 4                           |   | 3                   | Detroit Red Wings     | 4                     |                       |                    |                    |                     |                    |                    |  |  |                    |                    |                    |
|  | 5                           | Phoenix Coyotes                                  | 3                           |   |                     | 4                     | Mighty Ducks Anaheim  | 0                     |                    |                    |                     |                    |                    |  |  |                    |                    |                    |

### Stanley Cup
La finale della Stanley Cup 1997 è stata una serie al meglio delle sette gare che ha determinato il campione della National Hockey League per la stagione 1996-1997. I Detroit Red Wings hanno sconfitto i Philadelphia Flyers in quattro partite e si sono aggiudicati la Stanley Cup per l'ottava volta nella loro storia, la seconda consecutiva. Per i Red Wings si trattò della ventesima partecipazione alla finale e del primo successo dopo 42 anni, mentre per i Flyers si trattò della settima finale disputata.

## Premi NHL

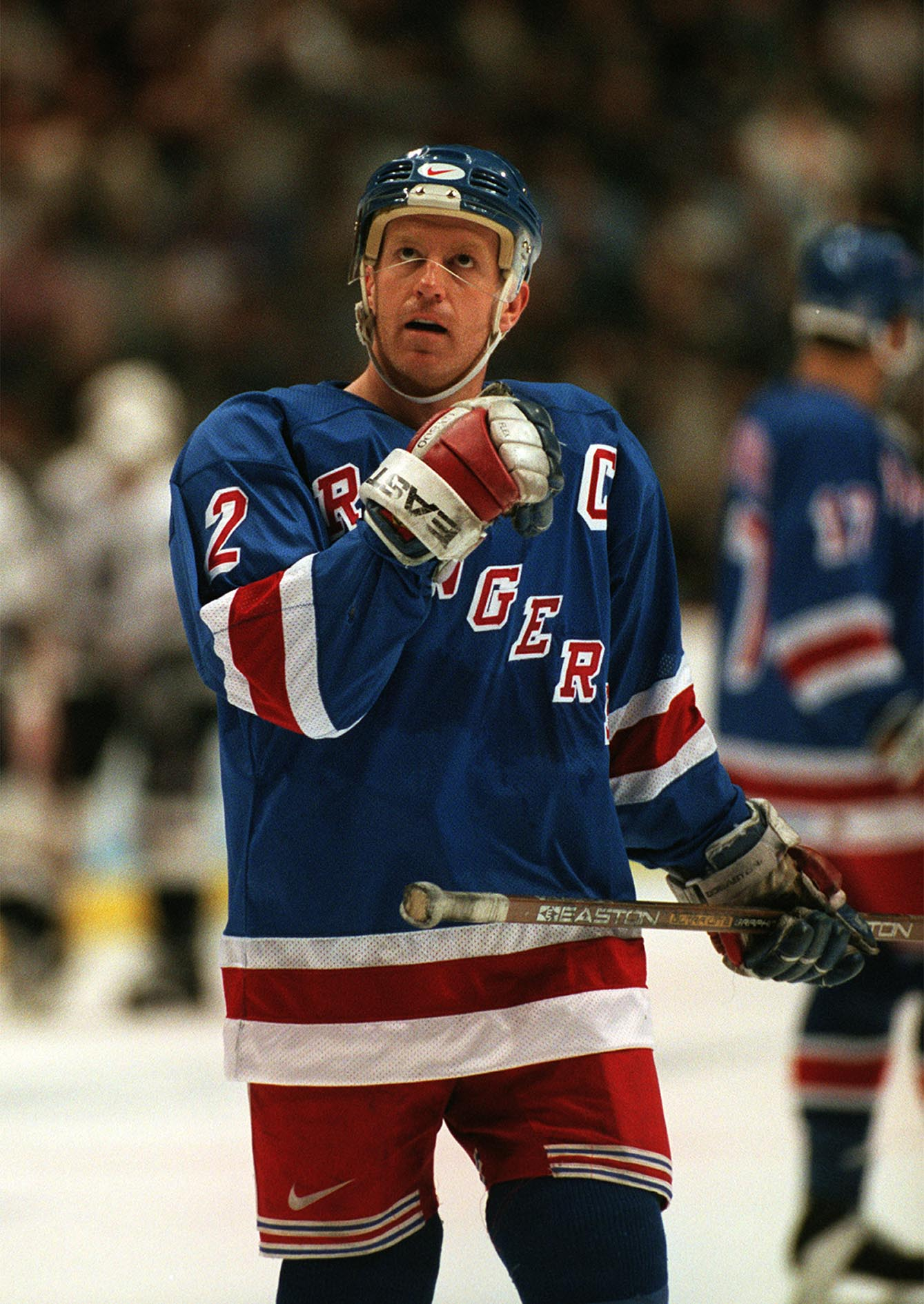
Brian Leetch, giocatore dei New York Rangers vincitore del James Norris Memorial Trophy come miglior difensore e della World Cup of Hockey.

### Riconoscimenti
- Stanley Cup: Detroit Red Wings
- Presidents' Trophy: Colorado Avalanche
- Prince of Wales Trophy: Philadelphia Flyers
- Clarence S. Campbell Bowl: Detroit Red Wings
- Art Ross Trophy: Mario Lemieux (Pittsburgh Penguins)
- Bill Masterton Memorial Trophy: Tony Granato (San Jose Sharks)
- Calder Memorial Trophy: Bryan Berard (New York Islanders)
- Conn Smythe Trophy: Mike Vernon (Detroit Red Wings)
- Frank J. Selke Trophy: Michael Peca (Buffalo Sabres)
- Hart Memorial Trophy: Dominik Hašek (Buffalo Sabres)
- Jack Adams Award: Ted Nolan (Buffalo Sabres)
- James Norris Memorial Trophy: Brian Leetch (New York Rangers)
- King Clancy Memorial Trophy: Trevor Linden (Vancouver Canucks)
- Lady Byng Memorial Trophy: Paul Kariya (Mighty Ducks of Anaheim)
- Lester B. Pearson Award: Dominik Hašek (Buffalo Sabres)
- Lester Patrick Trophy: Bill Cleary, Pat LaFontaine
- NHL Plus/Minus Award: John LeClair (Philadelphia Flyers)
- Vezina Trophy: Dominik Hašek (Buffalo Sabres)
- William M. Jennings Trophy: Martin Brodeur e Mike Dunham (New Jersey Devils)

### NHL All-Star Team
First All-Star Team
- Attaccanti: Paul Kariya • Mario Lemieux • Teemu Selänne
- Difensori: Brian Leetch • Sandis Ozoliņš
- Portiere: Dominik Hašek

Second All-Star Team
- Attaccanti: John LeClair • Wayne Gretzky • Jaromír Jágr
- Difensori: Chris Chelios • Scott Stevens
- Portiere: Martin Brodeur

NHL All-Rookie Team
- Attaccanti: Sergej Berezin • Jim Campbell • Jarome Iginla
- Difensori: Bryan Berard • Janne Niinimaa
- Portiere: Patrick Lalime